# キム・ウジン
キム・ウジン（金優鎮、朝鮮語: 김우진/金優鎭、1992年6月20日 - ）は、大韓民国のアーチェリー選手。
2016年リオデジャネイロオリンピック、2020年東京オリンピックに参加し、団体戦でともに金メダルを獲得した。 また、2016年のリオデジャネイロオリンピックにおいては男子個人のランキングラウンドで700点を記録し、当時の世界新記録を達成した。
2024年パリオリンピックでは、男子個人、男子団体、混合団体で金メダルを獲得し、3冠を達成した。オリンピックで獲得した金メダルは5個となり、韓国人の個人通算では最多となった。また、5個の金メダル獲得という記録はアーチェリー競技の中でも最多となった。

## 出身校
- 伊院初等学校 卒業
- 伊院中学校 卒業
- 忠北体育高等学校 卒業
- 忠北保健科学大学校 体育教育科 学士